# Al Horford
Alfred Joel Horford Reynoso, né le 3 juin 1986 à Puerto Plata en République dominicaine, est un joueur dominicain de basket-ball évoluant en NBA dans la franchise des Celtics de Boston. Cet intérieur de 2,06 m pour 109 kg est le fils de l'ancien joueur de NBA Tito Horford. Surnommé "Big Al", Horford a été sélectionné à cinq reprises pour le NBA All-Star Game. 
Il a joué au basket-ball au niveau universitaire pour les Gators de la Floride et était le pivot titulaire de leur double titre de champion de la National Collegiate Athletic Association (NCAA) en 2006 et 2007. Lors de la draft 2007 de la NBA, il est sélectionné en 3e position par les Hawks d'Atlanta, équipe avec laquelle il joue neuf saisons avant de signer avec les Celtics de Boston en tant qu’agent libre durant l'intersaison 2016. Après avoir joué trois saisons avec les Celtics, il signe avec les 76ers de Philadelphie en 2019 et a joué une saison avec la franchise. Après une saison au Thunder d'Oklahoma City, avant la saison 2021-2022, Horford retourne aux Celtics où il participe aux Finales NBA 2022 et avec lesquels il remporte le titre lors des Finales NBA 2024.

## Biographie

### Carrière universitaire

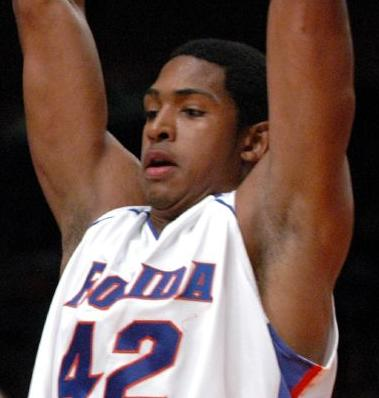
Al Horford au niveau universitaire.

Horford a accepté une bourse athlétique pour fréquenter l’Université de Floride, en choisissant les Gators plutôt que le Michigan, Michigan State et Ohio State. Il y joue pour l’entraîneur Billy Donovan et fait équipe avec Joakim Noah, Corey Brewer et Taurean Green. Il a eu un impact immédiat sur les Gators sur sa première année, en débutant au poste de pivot avec David Lee, et a permis aux Gators de remporter le championnat de la Southeastern Conference en 2005.
Les Gators ont réalisé une grande saison en 2005-2006, remportant le championnat de la SEC pour une deuxième année consécutive. Ils sont arrivés au tournoi 2006 de la NCAA avec le 3e rang. Les Gators ont atteint le Final Four et ont battu George-Mason pour atteindre la finale. En finale, ils ont battu UCLA pour remporter le titre de 2006 avec 14 points et 7 rebonds d'Horford.
En décembre 2006, au milieu de son année junior, Horford a raté une série de matchs en raison d’une blessure. L’entraîneur Donovan l’a écarté d’un match contre Stetson dans l’espoir qu’il soit guéri adéquatement pour un match à Gainesville, contre les Buckeyes d'Ohio State. Un jour avant le match, Donovan a annoncé qu'Horford ne serait pas en mesure de jouer, mais il est tout de même entré en jeu en sortie de banc pour défendre Greg Oden, futur premier choix de draft. Oden n’a marqué que 7 points, bien en deçà de sa moyenne habituelle de 15 points. Horford a marqué 11 points et capté 11 rebonds avec des minutes restreintes. Dans le dernier match à domicile de la saison, le 4 mars 2007, contre Kentucky, Horford est devenu le quatrième joueur de son équipe à marquer 1 000 points au niveau universitaire. Il lui manquait 14 points pour atteindre le seuil, et il a marqué exactement 14 points.
Le 2 avril 2007, les Gators sont devenus la première université à devenir double champion de la NCAA, depuis les Blue Devils de Duke de 1991 à 1992. Ils ont battu Oden et Ohio State dans une revanche de la saison régulière, 84-75. Trois jours plus tard, Horford, Noah, Brewer et Green se sont tous déclarés pour la draft 2007 de la NBA.

### Carrière professionnelle

#### Hawks d'Atlanta (2007-2016)

##### Première saison (2007-2008)
Al Horford est drafté en 2007 par les Hawks d'Atlanta au troisième rang du premier tour de la draft. Le 9 juillet, il signe son contrat avec les Hawks. Horford obtient des moyennes de 10,1 points, 9,7 rebonds, 1,5 passe décisive, 0,9 contre et 0,7 interception sur 31,4 minutes en 81 matchs, dont 77 titularisations. Les Hawks ont terminé la saison régulière avec un bilan de 37-45 et ont participé aux playoffs, en occupant la 8e place de la conférence Est. Lors du premier tour de playoffs, contre les Celtics de Boston, Horford a aidé les Hawks à pousser la série à son maximum en sept matchs, mais s'incline dans la série. Au cours de la série, Horford obtient en moyenne 12,6 points et 10,4 rebonds par match.
Il réalise une première saison solide, et est notamment sélectionné au Rookie Challenge en février 2008. Il est élu rookie du mois à quatre reprises. Il termine en deuxième position des votes pour le rookie de l'année, derrière Kevin Durant et obtient une sélection unanime dans la NBA All-Rookie Team.

##### Progression jusqu'au All-Star Game (2008-2011)

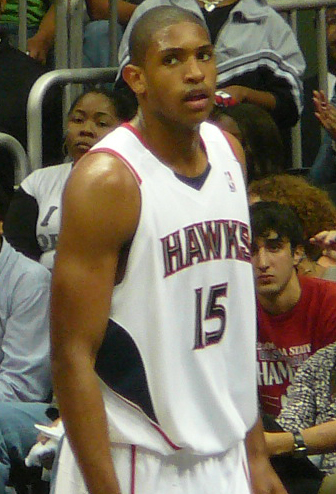
Horford avec les Hawks d'Atlanta en 2008.

En 2008-2009, Horford comme les 67 matchs auxquels il a participé, obtenant en moyenne 11,5 points, 9,3 rebonds, 2,4 passes décisives, 1,4 contre en 33,5 minutes. Avec un bilan de 47-35, les Hawks sont entrés dans les playoffs comme la 4e équipe de la conférence Est. Horford a aidé les Hawks à passer au second tour où ils ont été éliminés par les Cavaliers de Cleveland.
Horford a connu une saison exceptionnelle en 2009-2010, devenant le premier choix de draft des Hawks, à obtenir une place au NBA All-Star Game depuis Kevin Willis en 1992. Horford a combiné 14,2 points, 9,9 rebonds, 2,3 passes décisives et 1,1 contre en 35,1 minutes en 81 matchs. Il s’est classé 8e en pourcentage au tir sur le terrain, 10e en rebonds, 26e en contres et réalise en tout 39 double-doubles. Aux côtés de Mike Bibby, Jamal Crawford, Joe Johnson, Josh Smith et Marvin Williams, les Hawks sont arrivés en playoffs à la 3e place de leur conférence avec un bilan de 53-29, la meilleure saison de la franchise depuis l'année 1997-1998. Cependant, l’équipe n’a pas réussi à dépasser le second tour pour une deuxième année consécutive, se faisant éliminer par le Magic d'Orlando.
Le 1er novembre 2010, Horford signe une prolongation de contrat de 60 millions de dollars sur cinq ans avec les Hawks. Le 27 février 2010, dans un match contre le Heat de Miami, Horford marque 21 points et prend 22 rebonds, devenant ainsi le premier joueur d'Atlanta depuis Dikembe Mutombo à réaliser un match à au moins 20 points et 20 rebonds. Il est sélectionné pour la seconde année consécutive au NBA All-Star Game en 2011 et a également remporté le Shooting Stars Competition avec des membres de son équipe des Hawks. En 77 matchs, il affiche des moyennes de 15,3 points, 9,3 rebonds, 3,5 passes décisives, 1,0 contre. Il est l’un des meilleurs rebonds de la ligue, terminant 11e en rebonds captés. Il réalise 36 double-doubles et parvient à être nommé dans la All-NBA Third Team. Avec un bilan de 44-38, les Hawks sont entrés en playoffs avec la 5e place de la conférence mais s'inclinent à nouveau au second tour, perdant cette fois 4-2 contre les Bulls de Chicago.

##### Progression ralentie par les blessures (2011-2014)
En raison du lock-out de la NBA en 2011, la saison 2011-2012 n’a commencé que le 25 décembre 2011. Horford est apparu dans les 11 premiers matchs des Hawks, malheureusement le 11 janvier 2012, il est victime d’une déchirure au niveau des muscles pectoraux qui le fera manquer la fin de la saison régulière. Le 17 janvier, il subit une intervention chirurgicale pour réparer son muscle. Il parvient tout de même à revenir pour les playoffs lors du premier tour, contre les Celtics de Boston, au quatrième match de la série, où les Hawks s'inclinent 4-2.

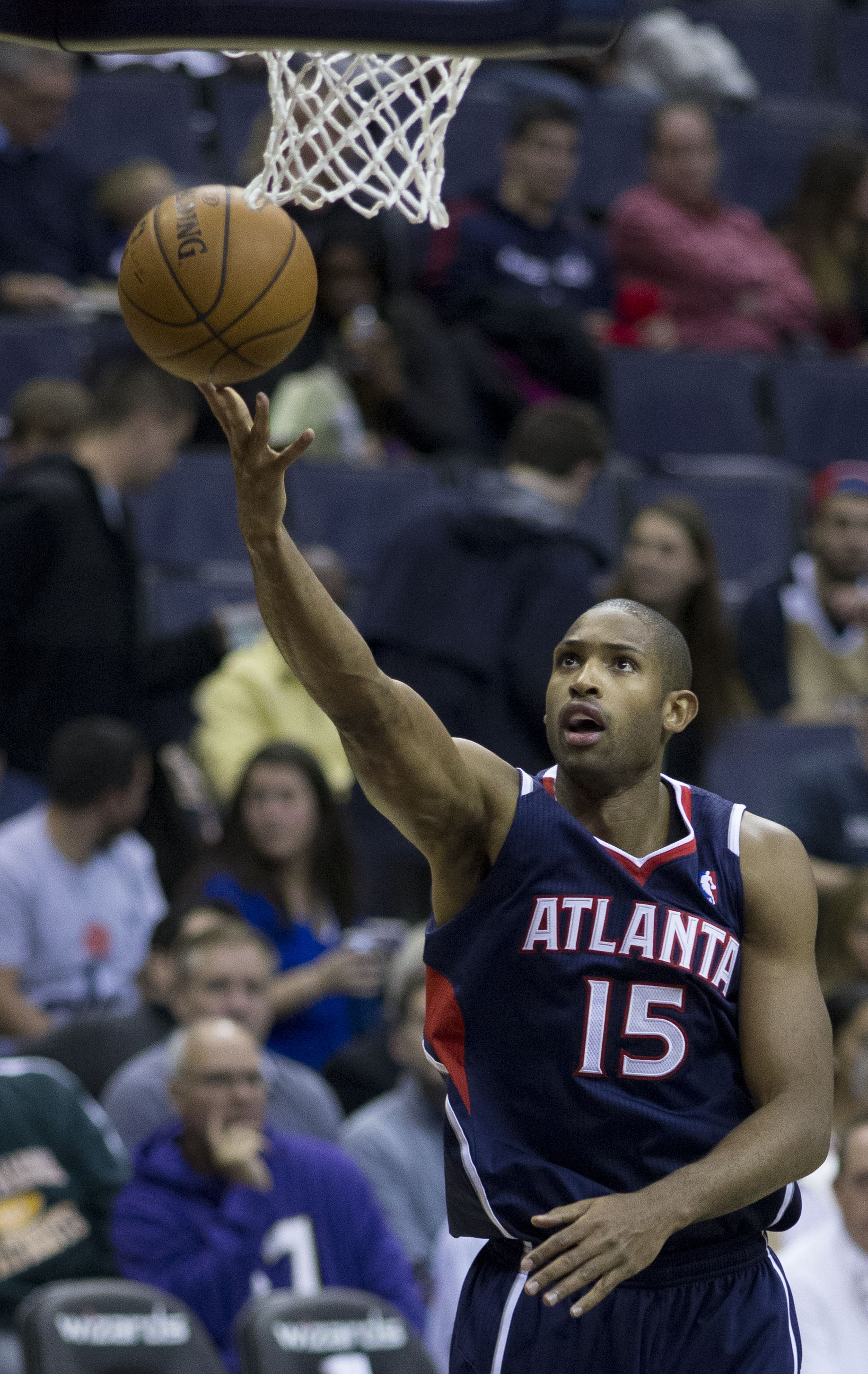
Horford en 2013.

En 2012-2013, Horford a débuté les 74 matchs auxquels il a participé, marquant en moyenne 17,4 points, 10,2 rebonds, 3,2 passes décisives, 1,1 contre et 1,1 interception en 37,2 minutes. Il enregistre 43 double-doubles, dont 20 matchs en minimum 20 points et 10 rebonds. Il a marqué plus de 20 points sur neuf matchs consécutifs, du 11 février au 3 mars, pour la première fois de sa carrière. Le 26 novembre 2012, il a été nommé joueur de la semaine de la conférence Est pour la première fois de sa carrière. Le 27 février 2013, il inscrit 34 points, son record en carrière, dans une victoire contre le Jazz de l'Utah. Avec un bilan de 44-38, les Hawks participent aux playoffs à nouveau. Lors du premier tour contre les Pacers de l'Indiana, les Hawks ont été défaits 4-2.
Au cours des 29 premiers matchs de la saison 2013-2014, Horford enregistre neuf double-doubles et inscrit à 13 reprises au moins 20 points et un match à 30 points. Au cours de cette période, il obtient une moyenne de 18,6 points par match. Cependant, une autre blessure à l’épaule, subie le 26 décembre 2013, le contraint de mettre un terme à sa saison. Initialement considérée comme une contusion à l’épaule droite, la blessure s’est avérée être une déchirure complète du muscle pectoral droit et a nécessité une intervention chirurgicale. Il n’a pas participé aux playoffs, où les Hawks ont perdu au premier tour contre les Pacers de l'Indiana.

##### Retour au niveau All-Star (2014-2016)
En 2014-2015, Horford dispute 76 matchs en saison régulière, son plus grand nombre depuis la saison 2010-2011. Le 22 décembre 2014, il est nommé joueur de la semaine de la conférence Est pour les matchs joués du lundi 15 décembre au dimanche 21 décembre. Il a reçu ce titre pour la deuxième fois de sa carrière. Le 13 janvier 2015, il enregistre son premier triple-double en carrière avec 21 points, 10 rebonds et 10 passes décisives dans une victoire sur les 76ers de Philadelphie. Six jours plus tard, il a été nommé une nouvelle fois joueur de la semaine. Le 29 janvier 2015, il obtient sa troisième sélection au NBA All-Star Game en tant que remplaçant. Durant la période du 7 décembre au 31 janvier, Horford a marqué plus de 10 points au cours de 28 matchs consécutifs. Entre décembre et janvier, les Hawks ont remporté 28 matchs sur 30 match joués et ont réalisé une série de 19 victoires d'affilée. Derrière Horford et ses coéquipiers, All-Star également, Paul Millsap, Kyle Korver et Jeff Teague, les Hawks ont terminé la saison régulière avec le meilleur bilan de la conférence Est à 60-22. L'équipe atteint la finale de conférence pour la première fois depuis les années 1960, lorsque la franchise était située à Saint-Louis. Ils sont défaits par les Cavaliers de Cleveland en quatre matchs.
En 2015-2016, Horford a disputé les 82 matchs de la saison régulière pour la première fois de sa carrière. Le 12 février 2016, Horford est nommé pour remplacer Chris Bosh au NBA All-Star Game 2016, marquant ainsi sa quatrième sélection à l'événement. Le 28 février, il enregistre son 200e double-double en carrière avec 13 points et 16 rebonds dans une victoire contre les Hornets de Charlotte. Avec un bilan de 48-34, les Hawks participent aux playoffs et sont à nouveau éliminés par les Cavaliers de Cleveland pour la deuxième année consécutive, au stade des demi-finales de conférence.

#### Celtics de Boston (2016-2019)

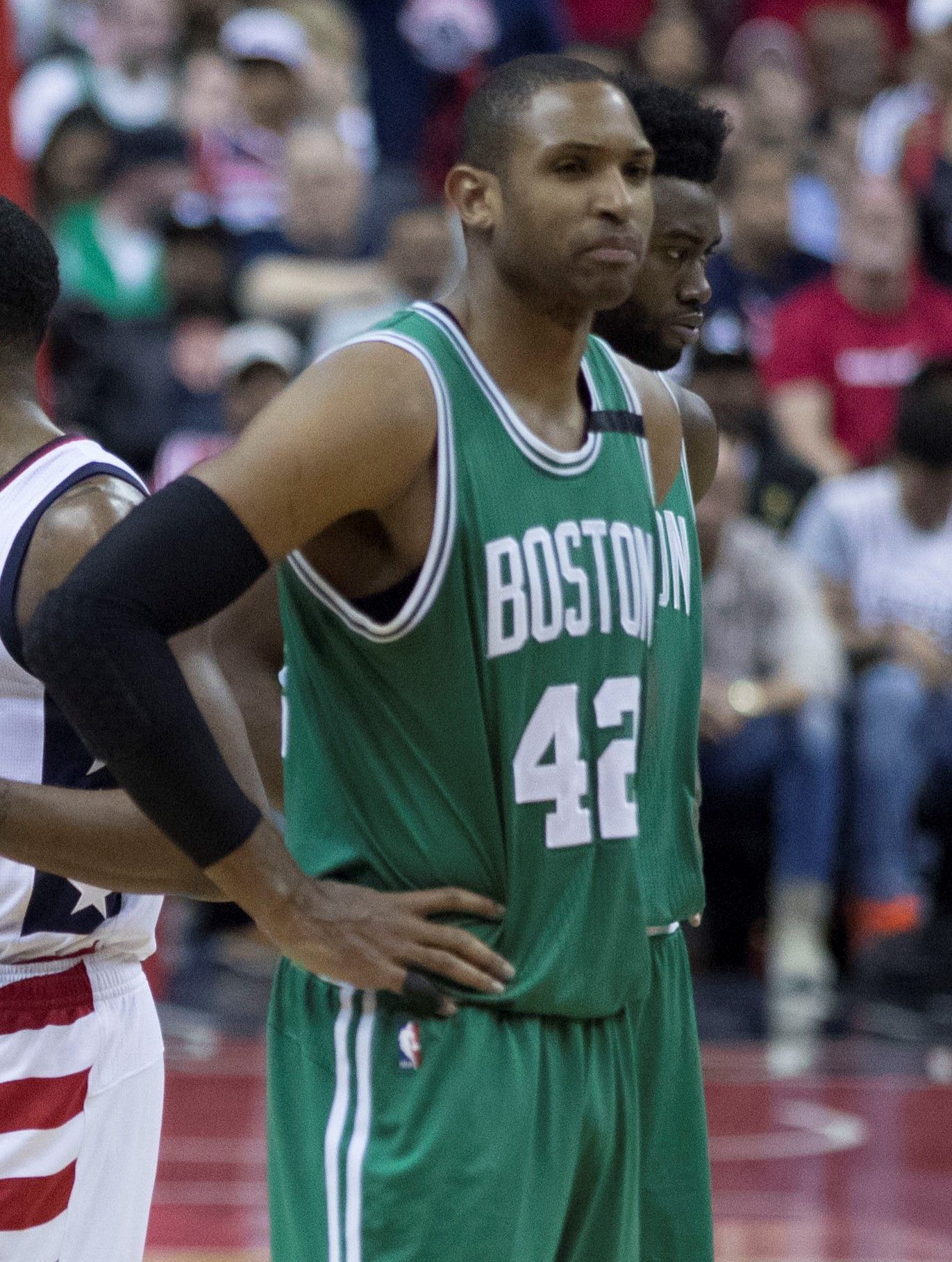
Al Horford en 2017 avec les Celtics de Boston.

Le 2 juillet 2016, l'ancien Hawks, devenu agent libre, affirme par un tweet, qu'il va rejoindre l'équipe des Celtics de Boston. On apprendra un peu plus tard qu'il a signé un contrat de 113 millions de dollars sur 4 ans, soit 28 250 000 dollars par an. Dès son arrivée dans la franchise des Celtics, il annonce avoir hâte de travailler avec l’entraîneur des Celtics, Brad Stevens, et le reste de l’équipe pour ramener un nouveau titre de champion à Boston. Il a fait ses débuts pour les Celtics le 26 octobre 2016, inscrivant 11 points dans une victoire contre les Nets de Brooklyn. Il participe aux trois premiers matchs de l’équipe, mais en rate neuf consécutifs à cause d'une commotion cérébrale. Il est revenu sur les terrains le 19 novembre et a enregistré 18 points et 11 rebonds dans une victoire contre les Pistons de Détroit. Dans le premier match du second tour des playoffs avec les Celtics contre les Wizards de Washington, Horford a presque réussi un triple-double avec 21 points, 10 rebonds et 9 passes dans une victoire. Les Celtics atteignent ensuite la finale de conférence, où ils sont battus 4-1 par les Cavaliers de Cleveland.
Le 2 décembre 2017, il inscrit 14 points et réalise 11 passes décisives, son record en carrière, dans une victoire contre les Suns de Phoenix. Deux jours plus tard, il enregistre 20 points, 9 rebonds et 8 passes contre les Bucks de Milwaukee. Le 4 février 2018, il inscrit un buzzer beater pour donner la victoire aux Celtics contre les Trail Blazers de Portland, terminant avec 22 points et 10 rebonds. Dans le premier match des playoffs des Celtics contre les Bucks, Horford a obtenu 24 points et 12 rebonds dans une victoire en prolongation. Les Celtics atteignent à nouveau la finale de la conférence Est, où ils sont à nouveau défaits par les Cavaliers en sept matchs.
Le 1er avril 2019, il enregistre son deuxième triple-double en carrière avec 19 points, 11 rebonds et 10 passes décisives dans une victoire contre le Heat de Miami.

#### 76ers de Philadelphie (2019-2020)
Lors de l'intersaison 2019, il signe avec les 76ers de Philadelphie pour un contrat de 109 millions de dollars sur quatre ans. Il est associé à Joel Embiid dans le système de la franchise mais il perd de son impact sur le terrain, diminuant légèrement sa production en terme statistique.

#### Thunder d'Oklahoma City (2020-2021)
Le 8 décembre 2020, il est envoyé au Thunder d'Oklahoma City avec deux tours de draft en échange de Danny Green et Terrance Ferguson. L’arrivée d'Horford survient trois mois après le départ du Thunder de son ancien entraîneur, Billy Donovan. Le 27 mars 2021, le Thunder a annoncé qu'Horford ne jouerait plus pour le reste de la saison, puisque l’équipe veut mettre l’accent sur le développement de ses jeunes joueurs, notamment Moses Brown, Isaiah Roby et Tony Bradley.

#### Retour aux Celtics de Boston (depuis 2021)
Le 18 juin 2021, Al Horford est échangé aux Celtics de Boston en compagnie de Moses Brown contre Kemba Walker. Il rejoint la franchise du Massachusetts pour la seconde fois de sa carrière. Le 3 mars 2022, Horford a grandement contribué dans la victoire des siens contre les Grizzlies de Memphis avec un record de saison de 21 points et 15 rebonds.
Le 7 mai 2022, dans le match 3 des demi-finales de conférence, Horford enregistre 22 points avec 16 rebonds, 5 passes décisives, 2 contres et aucune perte de balle dans une défaite contre les champions en titre, les Bucks de Milwaukee. Deux jours plus tard, Horford a battu son record en playoffs, avec 30 points, ainsi que 8 rebonds en inscrivant 11 de ses 14 tirs au cours du match, permettant à son équipe d'égaliser dans la série.
Le 29 mai 2022, Horford atteint les Finales NBA pour la première fois en 15 ans de carrière, lorsque les Celtics ont battu le Heat de Miami dans le septième match de la finale de la conférence Est, 100-96. Avant d'atteindre ce stade, il possédait le record du plus grand nombre de matchs de playoffs sans une apparition en Finales NBA, avec 141 matchs de playoffs. Il est également devenu le premier joueur dominicain à atteindre ce stade. Dans le premier match des Finales NBA 2022, Horford mène les Celtics à une victoire contre les Warriors de Golden State avec 26 points et 6 rebonds. Au cours du match, il inscrit 6 paniers à trois points, établissant un record NBA pour le nombre de paniers à trois points inscrits par un joueur, pour son premier match de Finales NBA. Les Celtics prennent une avance de 2-1 dans la série, mais finissent par perdre en 6 matchs malgré la performance de 19 points et 14 rebonds d'Horford lors de la défaite au dernier match.
Le 1er décembre 2022, Horford signe une prolongation de 20 millions de dollars sur deux ans avec les Celtics.

## Style de jeu
Al Horford est un pivot polyvalent qui peut aussi jouer sur le poste d'ailier fort. C'est un bon défenseur et rebondeur mais sa principale qualité est son excellent shoot à mi-distance (comme proche du panier), ce qui est rare chez un pivot. Lors de sa dernière saison avec les Hawks d'Atlanta, Al Horford commence à développer son tir à trois points, arme qu'il utilise lors de son arrivée avec les Celtics de Boston.

## Palmarès

### Universitaire
- Champion NCAA en 2006 et 2007 avec les Gators de la Floride.

### NBA
- Finaliste NBA en 2022 avec les Celtics de Boston.
- Champion NBA en 2024 avec les Celtics de Boston.

#### Distinctions personnelles
- 5 sélections au NBA All-Star Game en 2010, 2011, 2015, 2016 et 2018 .
- NBA All-Rookie First Team en 2008.
- All-NBA Third Team en 2011.
- NBA All-Defensive Second Team en 2018.
- Rookie du mois de la Conférence Est lors des mois de novembre 2007, février et mars 2008.

## Statistiques

### Universitaires
| Saison    | Équipe   | Matchs | Titul. | Min./m | % Tir | % 3pts | % LF | Rbds/m. | Pass/m. | Int/m. | Ctr/m. | Pts/m. |
| --------- | -------- | ------ | ------ | ------ | ----- | ------ | ---- | ------- | ------- | ------ | ------ | ------ |
| 2004-2005 | Floride  | 32     | 24     | 22,8   | 48,0  | 0,0    | 58,2 | 6,53    | 0,88    | 0,81   | 1,59   | 5,59   |
| 2005-2006 | Floride  | 39     | 37     | 25,9   | 60,8  | 0,0    | 61,1 | 7,67    | 1,97    | 1,03   | 1,74   | 11,33  |
| 2006-2007 | Floride  | 38     | 34     | 27,8   | 60,8  | 0,0    | 64,4 | 9,47    | 2,16    | 0,74   | 1,84   | 13,21  |
| Carrière  | Carrière | 109    | 95     | 25,7   | 58,6  | 0,0    | 61,9 | 7,96    | 1,72    | 0,86   | 1,73   | 10,30  |

### Saison régulière
Légende :
gras = ses meilleures performances
| Champion NBA |

| Saison        | Équipe        | Matchs | Titul. | Min./m | % Tir | % 3pts | % LF  | Rbds/m. | Pass/m. | Int/m. | Ctr/m. | Pts/m. |
| ------------- | ------------- | ------ | ------ | ------ | ----- | ------ | ----- | ------- | ------- | ------ | ------ | ------ |
| 2007-2008     | Atlanta       | 81     | 77     | 31,4   | 49,9  | 0,0    | 73,1  | 9,69    | 1,53    | 0,74   | 0,94   | 10,14  |
| 2008-2009     | Atlanta       | 67     | 67     | 33,5   | 52,5  | 0,0    | 72,7  | 9,31    | 2,43    | 0,79   | 1,42   | 11,54  |
| 2009-2010     | Atlanta       | 81     | 81     | 35,1   | 55,1  | 100,0  | 78,9  | 9,86    | 2,33    | 0,73   | 1,12   | 14,17  |
| 2010-2011     | Atlanta       | 77     | 77     | 35,1   | 55,7  | 50,0   | 79,8  | 9,32    | 3,45    | 0,77   | 1,04   | 15,30  |
| 2011-2012     | Atlanta       | 11     | 11     | 31,6   | 55,3  | 0,0    | 73,3  | 7,00    | 2,18    | 0,91   | 1,27   | 12,36  |
| 2012-2013     | Atlanta       | 74     | 74     | 37,2   | 54,3  | 50,0   | 64,4  | 10,23   | 3,24    | 1,05   | 1,05   | 17,42  |
| 2013-2014     | Atlanta       | 29     | 29     | 33,0   | 56,7  | 36,4   | 68,2  | 8,41    | 2,62    | 0,93   | 1,52   | 18,55  |
| 2014-2015     | Atlanta       | 76     | 76     | 30,5   | 53,8  | 30,6   | 75,9  | 7,16    | 3,21    | 0,89   | 1,29   | 15,21  |
| 2015-2016     | Atlanta       | 82     | 82     | 32,1   | 50,5  | 34,4   | 79,8  | 7,27    | 3,21    | 0,83   | 1,49   | 15,23  |
| 2016-2017     | Boston        | 68     | 68     | 32,3   | 47,3  | 35,5   | 80,0  | 6,84    | 4,96    | 0,76   | 1,26   | 14,00  |
| 2017-2018     | Boston        | 72     | 72     | 31,6   | 48,9  | 42,9   | 78,3  | 7,36    | 4,71    | 0,60   | 1,08   | 12,88  |
| 2018-2019     | Boston        | 68     | 68     | 29,0   | 53,5  | 36,0   | 82,1  | 6,74    | 4,16    | 0,87   | 1,26   | 13,60  |
| 2019-2020     | Philadelphie  | 67     | 61     | 30,2   | 45,0  | 35,0   | 76,3  | 6,80    | 4,00    | 0,80   | 0,90   | 11,90  |
| 2020-2021     | Oklahoma City | 28     | 28     | 27,9   | 45,0  | 36,8   | 81,8  | 6,70    | 3,40    | 0,90   | 0,90   | 14,20  |
| 2021-2022     | Boston        | 69     | 69     | 29,1   | 46,7  | 33,6   | 84,2  | 7,70    | 3,40    | 0,70   | 1,30   | 10,20  |
| 2022-2023     | Boston        | 63     | 63     | 30,5   | 47,6  | 44,6   | 71,4  | 6,20    | 3,00    | 0,50   | 1,00   | 9,80   |
| 2023-2024     | Boston        | 65     | 33     | 26,8   | 51,1  | 41,9   | 86,7  | 6,40    | 2,60    | 0,60   | 1,00   | 8,60   |
| 2024-2025     | Boston        | 60     | 42     | 27,6   | 42,3  | 36,3   | 89,5  | 6,2     | 2,1     | ,6     | ,9     | 9,0    |
| Carrière      | Carrière      | 1138   | 1078   | 31,6   | 50,9  | 37,7   | 76,3  | 7,9     | 3,2     | ,8     | 1,1    | 12,9   |
| All-Star Game | All-Star Game | 5      | 0      | 12,0   | 66,7  | 20,0   | 100,0 | 4,40    | 1,60    | 0,40   | 0,40   | 6,25   |

Dernière mise à jour le 15 aout 2025.

### Playoffs
| Saison   | Équipe       | Matchs | Titul. | Min./m | % Tir | % 3pts | % LF  | Rbds/m. | Pass/m. | Int/m. | Ctr/m. | Pts/m. |
| -------- | ------------ | ------ | ------ | ------ | ----- | ------ | ----- | ------- | ------- | ------ | ------ | ------ |
| 2008     | Atlanta      | 7      | 7      | 39,5   | 47,2  | 0,0    | 74,1  | 10,43   | 3,57    | 0,43   | 1,00   | 12,57  |
| 2009     | Atlanta      | 9      | 9      | 28,0   | 42,4  | 0,0    | 66,7  | 5,78    | 2,00    | 0,67   | 0,67   | 6,89   |
| 2010     | Atlanta      | 11     | 11     | 35,3   | 52,3  | 100,0  | 83,9  | 9,00    | 1,82    | 0,73   | 1,73   | 14,64  |
| 2011     | Atlanta      | 12     | 12     | 39,0   | 42,3  | 0,0    | 76,9  | 9,58    | 3,50    | 0,42   | 1,00   | 11,33  |
| 2012     | Atlanta      | 3      | 2      | 35,9   | 58,8  | 00,0   | 75,0  | 8,33    | 2,67    | 1,33   | 1,33   | 15,33  |
| 2013     | Atlanta      | 6      | 6      | 36,3   | 49,4  | 0,0    | 66,7  | 8,83    | 3,00    | 1,00   | 0,83   | 16,67  |
| 2015     | Atlanta      | 16     | 16     | 32,6   | 50,7  | 22,2   | 75,0  | 8,62    | 3,69    | 0,81   | 1,44   | 14,44  |
| 2016     | Atlanta      | 10     | 10     | 32,7   | 46,6  | 37,9   | 93,8  | 6,50    | 3,00    | 1,20   | 2,40   | 13,40  |
| 2017     | Boston       | 18     | 18     | 33,9   | 58,4  | 51,9   | 75,9  | 6,56    | 5,39    | 0,83   | 0,78   | 15,06  |
| 2018     | Boston       | 19     | 19     | 35,7   | 54,4  | 34,9   | 82,7  | 8,26    | 3,32    | 1,00   | 1,16   | 15,74  |
| 2019     | Boston       | 9      | 9      | 34,4   | 41,8  | 40,9   | 83,3  | 9,00    | 4,44    | 0,44   | 0,78   | 13,89  |
| 2020     | Philadelphie | 4      | 3      | 32,1   | 48,0  | 0,0    | 57,1  | 7,25    | 2,25    | 0,25   | 1,25   | 7,00   |
| 2022     | Boston       | 23     | 23     | 35,4   | 52,3  | 48,0   | 77,8  | 9,30    | 3,30    | 0,83   | 1,35   | 12,04  |
| 2023     | Boston       | 20     | 20     | 30,8   | 38,6  | 29,8   | 75,0  | 7,20    | 3,00    | 1,10   | 1,70   | 6,70   |
| 2024     | Boston       | 19     | 15     | 30,3   | 47,8  | 36,8   | 63,6  | 7,00    | 2,10    | 0,80   | 0,80   | 9,20   |
| 2025     | Boston       | 11     | 9      | 31,6   | .47,2 | .40,0  | .85,7 | 6,0     | 1,8     | ,6     | 1,3    | 8,0    |
| Carrière | Carrière     | 197    | 189    | 33,7   | 49,3  | 39,1   | 77,5  | 7,9     | 3,2     | ,8     | 1,2    | 11,9   |

Dernière mise à jour le 15 aout 2025.

## Records sur une rencontre en NBA
Les records personnels d'Al Horford en NBA sont les suivants, :
| Type de statistique        | Saison régulière | Saison régulière       | Saison régulière | Playoffs | Playoffs               | Playoffs      |
| Type de statistique        | Record           | Adversaire             | Date             | Record   | Adversaire             | Date          |
| -------------------------- | ---------------- | ---------------------- | ---------------- | -------- | ---------------------- | ------------- |
| Points                     | 34               | 2 fois                 | 2 fois           | 30       | @ Bucks de Milwaukee   | 9 mai 2022    |
| Paniers marqués            | 15               | 2 fois                 | 2 fois           | 13       | Bucks de Milwaukee     | 28 avril 2018 |
| Paniers tentés             | 24               | 2 fois                 | 2 fois           | 21       | Bucks de Milwaukee     | 28 avril 2010 |
| Paniers à 3 points réussis | 6                | 4 fois                 | 4 fois           | 6        | 2 fois                 | 2 fois        |
| Paniers à 3 points tentés  | 12               | @ Bucks de Milwaukee   | 6 février 2020   | 13       | Cavaliers de Cleveland | 14 mai 2024   |
| Lancers francs réussis     | 10               | 2 fois                 | 2 fois           | 13       | Bucks de Milwaukee     | 15 avril 2018 |
| Lancers francs tentés      | 13               | @ Bulls de Chicago     | 11 novembre 2008 | 14       | Bucks de Milwaukee     | 15 avril 2018 |
| Rebonds offensifs          | 9                | Spurs de San Antonio   | 21 mars 2010     | 8        | Wizards de Washington  | 3 mai 2015    |
| Rebonds défensifs          | 17               | 2 fois                 | 2 fois           | 14       | Bucks de Milwaukee     | 2 mai 2010    |
| Rebonds totaux             | 22               | 2 fois                 | 2 fois           | 17       | Wizards de Washington  | 3 mai 2015    |
| Passes décisives           | 11               | Suns de Phoenix        | 2 décembre 2017  | 10       | Wizards de Washington  | 30 avril 2017 |
| Interceptions              | 5                | 4 fois                 | 4 fois           | 5        | 76ers de Philadelphie  | 9 mai 2018    |
| Contres                    | 7                | Kings de Sacramento    | 17 janvier 2011  | 5        | 3 fois                 | 3 fois        |
| Balles perdues             | 7                | 2 fois                 | 2 fois           | 7        | @ Celtics de Boston    | 10 mai 2012   |
| Minutes jouées             | 53               | SuperSonics de Seattle | 16 novembre 2007 | 46       | @ Celtics de Boston    | 10 mai 2012   |

- Double-double : 323 (dont 46 en playoffs)
- Triple-double : 2

Dernière mise à jour : 11 avril 2025

## Salaires
| Année       | Équipe                  | Salaire       |
| ----------- | ----------------------- | ------------- |
| 2007-2008   | Hawks d'Atlanta         | 3 745 800 $   |
| 2008-2009   | Hawks d'Atlanta         | 4 026 720 $   |
| 2009-2010   | Hawks d'Atlanta         | 4 307 640 $   |
| 2010-2011   | Hawks d'Atlanta         | 5 444 857 $   |
| 2011-2012*  | Hawks d'Atlanta         | 12 000 000 $  |
| 2012-2013   | Hawks d'Atlanta         | 12 000 000 $  |
| 2012-2013   | Hawks d'Atlanta         | 12 000 000 $  |
| 2013-2014   | Hawks d'Atlanta         | 12 000 000 $  |
| 2014-2015   | Hawks d'Atlanta         | 12 000 000 $  |
| 2015-2016   | Hawks d'Atlanta         | 12 000 000 $  |
| 2016-2017   | Celtics de Boston       | 26 540 100 $  |
| 2017-2018   | Celtics de Boston       | 27 734 405 $  |
| 2018-2019   | Celtics de Boston       | 28 298 710 $  |
| 2019-2020   | 76ers de Philadelphie   | 26 250 000 $  |
| 2020-2021   | Thunder d'Oklahoma City | 27 500 000 $  |
| 2021-2022   | Celtics de Boston       | 27 000 000 $  |
| 2022-2023   | Celtics de Boston       | 26 500 000 $  |
| Total Gains | Total Gains             | 265 636 768 $ |
| 2023-2024   | Celtics de Boston       | 9 615 385 $   |
| 2024-2025   | Celtics de Boston       | 10 384 615 $  |

Note : * En 2011, le salaire moyen d'un joueur évoluant en NBA est de 5 150 000 $.

## Vie privée
Le 24 décembre 2011, il a épousé la chanteuse, actrice et mannequin dominicaine, Amelia Vega - sa compagne depuis 2009.
Le 23 février 2015, Amelia a donné naissance à leur premier enfant, un garçon prénommé Ean Horford Vega.